# Glipostenoda cinnamonea
Glipostenoda cinnamonea là một loài bọ cánh cứng trong họ Mordellidae. Loài này được Fahraeus Ermisch miêu tả khoa học năm 1953.